# 浮草日記
『浮草日記』（うきくさにっき）は、1955年（昭和30年）11月15日公開の日本映画である。山本プロダクション・俳優座製作、独立映画配給。監督は山本薩夫。モノクロ、スタンダード、109分。
原作は真山美保の『市川馬五郎一座顛末記』で、古い意識を持つ旅一座が炭鉱町のストライキに遭遇し、争議団の温かい親切から新しい時代に目覚める話を、明るく描いた喜劇映画である。まだ若手の仲代達矢や小沢昭一らも出演している。第29回キネマ旬報ベスト・テン第9位。昭和30年度芸術祭参加作品。

## スタッフ
- 監督：山本薩夫
- 企画：浅野龍麿、佐藤正之
- 原作：真山美保『市川馬五郎一座顛末記』
- 脚本：八住利雄
- 撮影：前田実
- 美術：久保一雄
- 照明：平田光治
- 録音：安恵重遠
- 音楽：芥川也寸志
- 編集：河野秋和
- 協力：常磐炭鉱労働組合

## キャスト
- 市川弥生：津島恵子
- 市川吉次：菅原謙二（大映）
- 市川馬五郎：東野英治郎
- 玉木屋（興行師）：小沢栄
- 中村扇蔵：松本克平
- 平野（労働組合委員長）：永田靖
- 沢田（労働組合文化部長）：浜田寅彦
- 市川弥太：花沢徳衛（東映）
- 坂東月太郎：上田茂太郎（劇団新派）
- 小屋主：島田屯
- 田中敬子（民藝）
- おかみさん：田中筆子
- 大空ひばり：佐藤茂美
- 中村新之助：高橋昌也
- 中村音蔵：福原秀雄
- 市川伝助：江幡高志
- 朝田（玉木屋の手下）：中谷一郎
- 組合員：井上昭文
- 組合員：小沢昭一
- 組合員：仲代達矢
- 稲本俊一
- 楽屋番の女：東山千栄子
- 太田のお婆さん：岸輝子
- 三戸部スエ
- 辻伊万里
- お民：中村美代子
- 川上夏代
- 大塚道子
- 田舎娘：岩崎加根子
- 中村たつ
- 美佐子：加代キミ子
- 医者：安恵重遠

## 受賞
- 第29回キネマ旬報ベスト・テン 第9位
- 第10回毎日映画コンクール 脚本賞